# Iván Óbolo
Mauro Iván Óbolo, född 28 september 1981 i Arroyito, Argentina, är en argentinsk före detta fotbollsspelare, tidigare i AIK. Óbolo spelade som anfallare i laget. Han avslutade sin karriär 2017 efter en session i Belgrano.[källa behövs]

## Karriär
Óbolo började sin proffskarriär 1999 i Arsenal de Sarandi där han spelade till 2001 - då han gick till argentinska Club Atlético Belgrano. I den klubben blev han kvar ett år och gick 2002 till italienska Piacenza Calcio. I det italienska laget blev det endast en match, och inget mål, och 2003 åkte han tillbaka till Argentina och Vélez Sársfield, men gick efter ett år till Club Atlético Lanús från Argentina. Visiten där blev även den kortlivad och årsskiftet 2005/2006 gick han till Europa och Spanien för att spela i Burgos CF. Óbolo återvände dock återigen till sitt hemland för spel i Arsenal de Sarandí, i den argentinska förstaligan, innan han bytte klubb igen, denna gång till allsvenska AIK.
Den 26 juni rapporterade AIK via sin hemsida att Óbolo var klar för klubben, då han, tillsammans med klubbkamraten Lucas Valdemarín, hade skrivit på ett kontrakt för 3 år som skulle börja gälla från och med den 1 juli. Óbolo gjorde sitt första mål för AIK i debuten mot Trelleborgs FF den 3 juli 2007 när han satte 1-0 i den 72:a matchminuten. Han gjorde även mål i matchen mot Helsingborgs IF den 23 juli 2007. Eftersom även Valdemarín och Wilton Figueiredo gjorde mål i matchen mot Helsingborg, så beskrev TV4 matchen som en "sydamerikansk show". Den 6 augusti i en match mot IF Brommapojkarna sköt han även ett skott som via en BP-spelare gick in i mål, målet skrevs dock inte som ett självmål utan tillskrevs Óbolo. I en intervju med AIK Media efter hemmamatchen mot IF Brommapojkarna i Fotbollsallsvenskan 2007 har AIK:s tränare Rikard Norling sagt att "argentinarna" (Lucas Valdemarín och Óbolo) egentligen är för bra för Skandinavien - men inte för bra för AIK.
I UEFA-cupen 2007/2008 har Óbolo fått spela tre av AIK:s matcher hittills (fram till den första omgången), men inte gjort något mål, däremot en assist, vilket kom i den första kvalmatchen mot Glentoran FC.
Óbolo röstades fram till årets spelare i AIK säsongen 2008, en säsong då han gjorde tio mål.
Den 8 januari 2010 lämnade Ivan AIK och återvände till den argentinska klubben Arsenal de Sarandí.

## Meriter
- SM-guld 2009 med AIK
- Cupguld 2009 med AIK

## Seriematcher och mål
- 2009 (AIK): 30 / 9
- 2008 (AIK): 30 / 10
- 2007 (AIK): 14 / 5